# Щедровицкий, Дмитрий Владимирович
Дми́трий Влади́мирович Щедрови́цкий (род. 1953, Москва) — российский теолог, поэт, переводчик и культуролог, автор богословских исследований Библии, статей по библейской тематике в ряде энциклопедий и словарей, составитель и комментатор учебно-просветительских изданий по истории монотеистических религий — иудаизма, христианства и ислама; научный редактор книг, посвящённых проблемам иудео-христианских отношений. Как поэт придерживается неоклассического направления. В качестве переводчика специализируется на европейской и восточной поэзии преимущественно духовно-философского содержания. Автор книги «Нефеш-терапия», которая рассматривается им как попытка воссоздания древнего медицинского направления. Лауреат Евразийской литературной премии в номинации «Блеск строк» (2015 г.) и премии «Terra Incognita» в номинации «Путь к совершенству» (2016 г.).

## Творческий путь
Первые публикации стихов Д. В. Щедровицкого появились в периодической печати в 1968 году, после чего его стихи религиозно-философского содержания не допускались к печати более 20 лет. Из-за имевшегося «запрета на имя» не публиковались и другие произведения, в том числе лирические стихотворения; существовали лишь отдельные публикации за рубежом. С начала 1970-х гг. Д. В. Щедровицкий занимается поэтическим творчеством, переводами и публикуется как литературный критик. В 1981 году он вступает в Профессиональный Комитет литераторов (ныне Профессиональный Комитет московских литераторов). В 1980-е гг. появляется ряд его научно-культурологических публикаций. Тогда же становятся возможными его публичные выступления на духовно-исторические темы, которые вызывают значительный резонанс в образованных кругах. После глубоких изменений в общественно-политической жизни страны, произошедших в начале 1990-х гг., Д. В. Щедровицкий приглашается к преподаванию в вузах, начинает активно публиковаться и становится широко известным автором.

## Теолог
С начала 1990-х годов Д. В. Щедровицкий читает курсы по библеистике в крупнейших светских и духовных учебных заведениях Москвы: в Московском государственном университете (на филологическом факультете в рамках Университета истории культур), в Московской пресвитерианской духовной академии, в Свято-Филаретовской московской высшей православно-христианской школе и в Российском Православном университете св. ап. Иоанна Богослова, где он заведовал кафедрой библеистики. Опора прежде всего на текст самого Священного Писания, живость и доступность изложения, научная эрудиция, уважение к различным религиозным направлениям — все это в совокупности привлекло широкое общественное внимание к лекциям автора и вывело их за пределы студенческих аудиторий. На основе вузовских лекций была начата публикация фундаментального труда — «Введения в Ветхий Завет».
В целом Д. В. Щедровицкого как теолога в наибольшей степени интересуют истоки монотеистических религий — иудаизма, христианства и ислама. Отсюда его внимание к священным писаниям трёх авраамических религий — Ветхому и Новому Заветам, а также Корану. Исследованию Библии посвящены наиболее крупные его труды: «Введение в Ветхий Завет. Пятикнижие Моисеево» (1994—2000), «Пророчества Книги Даниила. Духовный взгляд на прошлое и будущее человечества» (2003), «Беседы о Книге Иова. Почему страдает праведник?» (2005); «Книга Иисуса Навина: спасение Ханаана и возвращение Израиля» (2012); священное писание мусульман обсуждается в книге «Сияющий Коран. Взгляд библеиста» (2005). Перечисленные труды постоянно переиздаются; исследования, посвящённые отдельным библейским книгам, предполагается в дальнейшем включить в серию «Введение в Ветхий Завет».
Помимо крупных работ, им написано множество статей историко-богословской тематики, публиковавшихся в научных сборниках, в периодической печати (православной, протестантской, иудейской, светской), в справочных изданиях — энциклопедиях и словарях, а также в виде предисловий либо послесловий к переводным изданиям.
Ещё одно направление работы Д. В. Щедровицкого как теолога — научное редактирование и участие в редакционно-издательской подготовке трудов других авторов. Здесь можно упомянуть «Библейскую энциклопедию Брокгауза» (1999), сборники-хрестоматии «И сказал Господь Моисею…» (1998), «Руми и суфийская традиция» (2000), «Сковорода» (2002), книгу германского юриста Веддига Фрикке «Кто осудил Иисуса?» (2003), историко-богословский обзор польского автора Юлиана Гжесика «Возвращение. История евреев в свете новозаветных пророчеств» (2005) и др.
Неоднократно выступал на радио «Теос»; интервью с ним передавали радиостанции «Радио России» и «Эхо Москвы»; с его участием готовился документальный сериал «Святыни христианского мира» на телеканале «Культура».

## Положительные отзывы
Декан библейско-патрологического факультета Российского Православного университета, зав. каф. истории культуры Московского физ.-тех. ин-та, канд. ист. н., священник Георгий Чистяков высказался о «Введении в Ветхий Завет» так: 
…Книга, благодаря её глубине и бесспорному литературному таланту автора, с большим интересом читается как людьми, только заинтересовавшимися Словом Божьим, так и сознательными христианами, в том числе священнослужителями. Несомненно, что серия в целом станет замечательным учебным пособием в духовных и, думаю, светских учебных заведениях, будет широко известна отечественному читателю, принята верующими многих христианских направлений и немало послужит делу библейского просвещения России.

Преподаватель Ветхого и Нового Завета профессор филологического факультета МГУ, протодиакон А. Н. Горбунов оценил «Введение в Ветхий Завет» следующим образом: 
Мне и раньше было хорошо известно о плодотворной работе автора серии замечательного гебраиста и поэта Дмитрия Владимировича Щедровицкого на ниве библейского просвещения; прекрасно знаком он мне и как переводчик классической европейской поэзии. Однако книга превзошла мои лучшие ожидания: высокая филологическая квалификация автора, его компетентность в различных областях гуманитарного знания, увлечённость предметом, прекрасное владение литературным слогом, стремление вникнуть в тончайшие оттенки смысла, содержащегося в оригинале, и донести их до читателя — всё это вместе создаёт впечатление превосходного руководства, в котором крайне нуждаются люди, обращающиеся к чтению Ветхого Завета.

В своем отзыве на первые тома «Введения в Ветхий Завет» академик РАН В. Н. Топоров написал: 
Две особенности книги бросаются в глаза сразу, и именно они определяют научный, культурный, богословский вес книги. Речь идет об очень разумной организации материала: она очень проста, точна, экономна, удобна — как для «продвинутого» читателя, так и для читателя, впервые приступающего к чтению книги такого рода. И что ещё важнее — книга написана на очень высоком уровне научной и богословской компетенции и учитывает всё то новое, что появилось в библеистике и смежных с нею областях за последние десятилетия. В результате перед нами замечательная книга, которая читается с неослабевающим интересом, которая «взращивает» читателя, которая, наконец, просто душеполезна и необходима. Появление у нас такого искушённого библеиста, учёного и богослова, как Д. В. Щедровицкий, — та редкая и отчасти неожиданная удача, не воспользоваться которой было бы непростительным упущением. … Хочется выразить надежду на то, что автор получит возможность довести свой труд до конца. Если это произойдёт, то можно будет с полным основанием говорить о возобновлении библеистики в России.

Имея в виду разногласия относительно теологического творчества Д. В. Щедровицкого, член правления Российского библейского общества, член Союза писателей России, к.филол.н., переводчица классических христианских авторов Н. Л. Трауберг высказалась о книге Д. В. Щедровицкого так: 
Можно спорить о тех или иных мнениях автора — это неизбежно; но, входя в её пространство, человек испытывает то, что испытывает он, привычно читая Библию. Мне кажется, что её можно давать детям, они многого не поймут, но дети часто читают книги, где понимают только часть и запоминают главное. Словом, эта книга для проповедника и для учителя. Может быть, плохой учитель не сможет правильно её применить. Она совершенно не поддаётся иссушению. Все время слышится живой голос, и интонация его похожа на интонацию тех людей, чьи речи мы читаем в Библии.

Общую оценку теологического творчества Д. В. Щедровицкого можно найти в посвящённой ему статье энциклопедического словаря «Религии мира», написанной ведущим библеистом и специалистом по иудаике Белорусского государственного университета, зав. кафедрой культурологии Г. В. Синило: 
В своем подходе к текстам Библии Щ. сочетает высокую филологическую культуру, доскональное знание языков Библии — иврита, арамейского и древнегреческого — с религиозно-философским и мистическим подходом, обнаруживая глубокие познания в области иудейской, христианской и мусульманской традиций. Будучи по преимуществу христианским экзегетом, Щ. указывает на глубинное единство всех трёх монотеистических религий — иудаизма, христианства, ислама, стремится приблизиться и приблизить своего читателя к основам древнейшего монотеизма, родившегося в древнееврейской культуре, и к основам раннего христианства. Комментарий Щ., блестящий по стилю, доступный широкому читателю по манере изложения, глубокий по содержанию, соединяющий научную эрудицию и пиетет перед различными религиозными традициями, учит подлинной толерантности.

## Критика
В трудах Д. В. Щедровицкого содержатся положения, вызывающие резкую критику со стороны представителей различных конфессий. Прежде всего критика касается следующего: признания Корана откровением Единого Бога подобно Библии; использования каббалистических методов в экзегетике; трактовки упоминаемого в Библии «мужеложества» как сексуального насилия, а не собственно сексуальной ориентации; отсутствия опоры на святоотеческое наследие; мировоззренческая открытость в отношении вопросов реинкарнации и всеобщего спасения и др.
Резко критическую оценку работ Д. В. Щедровицкого дал канд. филос. наук, профессор Свято-Тихоновского православного богословского института диакон А. В. Кураев:

Ветхий Завет в РПУ ведется Д. Щедровицким, ещё одним диссидентом, разошедшимся с меневским кружком и основавшим иудео-христианское движение. Его учебник «Введение в Ветхий Завет» подвергся критике в докладе Святейшего Патриарха Алексия на епархиальном собрании московского духовенства в декабре 1996 г. в связи с тем, что во всем Ветхом Завете г-н Щедровицкий не видит ни одного Новозаветного прообраза, ни одного указания на Троичность Бога. Но если Новый Завет, с точки зрения Щедровицкого, не укоренен в Ветхом Завете, зато Каббала с ним связана неразрывно-органично. <…> Поскольку же каббалистика немыслима без апологии сатанизма, она присутствует и у ведущего библеиста РПУ.
Президент Благотворительного фонда «Теревинф» (издательства, публикующего труды Д. В. Щедровицкого) Е. Ю. Попова считает, что сведения в отзыве диакона А. Кураева не являются достоверными.
Другим примером негативной критики служит отзыв на «Введение в Ветхий Завет» начальника Издательского отдела Иваново-Вознесенского епархиального управления прот. Андрея Ефанова, в котором работа Щедровицкого названа «апологией Талмуда и Каббалы», а его религиозные воззрения прямо оценены как иудейские:

…Жалкие попытки реанимировать и обелить языческие верования иудеев периода рубежа эпох меркнут перед скоплением ересей, провозглашенных уважаемым автором. Конечно, «во главе угла» стоит ересь о тождестве Творца и твари. <…> Перед этим меркнет и идея о том, что замысел Творца — «выровнять» Адама и этим уподобить его Себе, и сотрудничество ангелов в создании мира и человека, и «традиционное иудейское летоисчисление», приводимое без альтернативного христианского. Однако величайшим «перлом» данного труда является отношение к содомии как не запрещенному в Библии действу. Злостно перевирая текст Писания и вольно переводя его, автор логически доходит до следующего безумия: Таким образом, Писание не содержит каких-либо общих запретительных или разрешительных установлений относительно гомосексуальных отношений — всякие предписания на сей счет восходят к каким-то иным, обычно конфессиональным или социокультурным, но не библейским представлениям. Дальше, кажется, уже некуда! <…> О книге необходимо сказать, что на ней смело можно ставить гриф «ПЕРЕД ПРОЧТЕНИЕМ — СЖЕЧЬ!». Эти слова настоящего богослова (в отличие от Дмитрия Владимировича) о. Андрея Кураева я могу применить к сомнительному творчеству иудействующего библеиста.
Протоиерей Константин Буфеев, глава Миссионерско-просветительского центра «Шестоднев», член редколлегии и постоянный автор журнала «Благодатный Огонь», называет Д. В. Щедровицкого каббалистом и так отзывается о его работах:

Содержание лекций Щедровицкого имеет смешанные христианские и иудейские признаки. С одной стороны, в книге признается Новый Завет как часть библейского Откровения, исповедуется Иисус Христос, Сын Божий, пришедший во плоти — и поэтому книга Щедровицкого должна быть признана христианской. Но с другой стороны, книга настолько игнорирует Православное Предание и погружает читателя целиком в иудейскую книжную традицию, что она должна считаться вполне иудаистской.

Список литературы, приведенный Щедровицким к его толкованию на Книгу Бытия, составляет более ста именований. При этом в нём не нашлось места никому из Святых Отцов — кроме одного лишь свт. Василия Великого, который, впрочем, ни разу не упоминается в тексте. При этом, мнения еврейских мудрецов — авторов Талмуда и Каббалы — он приводит буквально на каждой странице.

Редактор журнала Братства независимых церквей Евангельских христиан-баптистов «Слово истины» И. Колгарёв считает Д. Щедровицкого защитником гомосексуализма и так комментирует его «Введение в Ветхий завет»:

Даже древнееврейский текст в Лев. 18:22 Д. Щедровицкий умудряется перевести не так, как его переводят христиане и иудеи, а по-своему, естественно, в пользу гомосексуалистов. Так что сторонников и этого греха у нас тоже, надо полагать, может с каждым годом прибавляться, поскольку отпора такой литературе никто серьёзно не дает.

## Поэт
Подборки стихотворений Д. В. Щедровицкого публиковались в периодической печати (журналы «Новый мир», «Ной», «Православная община»; «Литературная газета» и др.), включались в сборники лучших произведений отечественной поэзии; некоторые его стихи положены на музыку (в частности, композитором Александром Вустиным). Вышли в свет три поэтических сборника: «Из восьми книг» (1996), «Мой дом — Бесконечность» (2004) и «Стихотворения и поэмы» (2012). Значительная часть личного архива поэтических произведений представлена на сайте Shchedrovitskiy.ru.
Поэзия Д. В. Щедровицкого неоднократно удостаивалась высокой оценки литературных критиков:
- Он подлинный поэт-мыслитель, заглядывающий в самые глубины мироздания и человеческой души. В век тотальной иронии и игры Щедровицкий — один из самых серьёзных русских поэтов… (И. Аристархов)
- В стихах Щедровицкого главное то, что они подчиняют себе время, обезвреживают его коварство и способность губить. И поэтому в его словах можно услышать Слово. Я уверен, что этим стихам суждено торжествовать над временем. (М. В. Панов)
- От «Избрания веры» до «Ордынского пира» — всё это, скажу негромко, подлинная русская классика. Конечно, исток — Пушкин, его «Песнь о вещем Олеге». Прав был «мудрый старец», говоря о вестниках грядущих заветов:

Правдив и свободен их вещий язык
И с волей небесною дружен.
Наследство не у самозванца. За такого преемника никому не стыдно.

О способности к так называемой «всемирной отзывчивости» (вот уж воистину «Мой дом — Бесконечность»!): автору книг «Оклик» и «Школа Беглого Чтенья» трудно подобрать в пару кого-либо из современников. (П. Горелов)
В 2015 году Д. В. Щедровицкий был объявлен победителем в конкурсе на соискание Евразийской литературной премии в номинации «Блеск строф» (поэзия).

## Переводчик
Д. В. Щедровицкому принадлежат многочисленные переводы произведений, возникших в разные эпохи и разных странах: кумранских гимнов, древних иудейских молитв, суфийской поэзии (так, им с оригинала на языке фарси переведены все основные притчи Руми — сборник «Дорога превращений: суфийские притчи», 2007), английской (У. Шекспир, Дж. Донн, Б. Джонсон, Э. Герберт, Дж. Херберт, Г. Воэн, Р. Крэшо, А. Каули, Э. Марвелл, У. Купер, С. Т. Кольридж, А. Теннисон, Д. Г. Росетти, А. Ч. Суинберн, Ф. Томпсон, Дж. М. Хопкинс, Ф. Гревилл, У. Б. Йейтс, У. Роли, Р. Саутуэлл, Т. Сэквилл) и немецкой (К. Кульман, Г. Гейне, Р. М. Рильке, Э. Ласкер-Шюлер, Р. Хух, Г. Гессе, А. Грифиус, Э. Мерике, А. Силезиус, Т. Фонтане) классической поэзии, стихов современных зарубежных поэтов (С. Гяда, Майронис). Многие его переводы можно найти в сборниках «Поэзия Европы» (1977), «Колесо Фортуны. Из европейской поэзии XVII века» (1989), «Английская лирика первой половины XVII века» (1989), «Английский сонет XVI—XIX веков» (1990) и др.; в статью «Тайна единства. Арабская и еврейская мистическая поэзия», опубликованную в журнале «Ной» (1996), включены выполненные Д. В. Щедровицким переводы с арабского и иврита.

## Культуролог
Культурологические работы Д. В. Щедровицкого посвящены, как правило, духовным аспектам в культурных традициях различных стран и народов. Так, для энциклопедии «Мифы народов мира» (1981—1982) им написан целый ряд статей, рассказывающих о библейских персонажах и трансформации их образов в богословии, литературе и искусстве; в статье «Ключи от входа в Гюлистан» («Дружба народов», 1985) обсуждаются вопросы точного воспроизведения понятийно-образной системы восточной поэзии при переводе художественных произведений на русский язык; в неопубликованной монографии «Миф о двойниках» исследуется древнеегипетская концепция двойников и её влияние на культуру многих народов; академическая статья «„Дождь ранний и поздний“ (ритуал вызывания дождя в Библии…)» посвящена аллегорическим толкованиям одного из древних иудейских ритуалов и их связи с формированием представлений о Мессии; сборник «Джалаладдин Руми. Дорога превращений: суфийские притчи» (2007) содержит толкование всех основных притч персидского поэта и мистика. Имеются и другие культурологические произведения.

## Нетрадиционная медицина
В 2010 году опубликовал книгу «Нефеш-терапия». В ней излагаются теоретические основы, как он утверждает, древнего медицинского направления, основанного на библейском учении о взаимосвязи духовного и физического начал в человеке, а также приводятся конкретные практические рекомендации по лечению большого числа распространённых заболеваний.

## Основные работы

### Теология[15]
Авторские произведения
- Введение в Ветхий Завет. Пятикнижие Моисеево: Т. 1. Книга Бытия. Изд. 8-е (эл.); Т. 2. Книга Исход. Изд. 7-е (эл.); Т. 3. Книги Левит, Чисел и Второзакония. Изд. 7-е (эл.) / Д. В. Щедровицкий.— М.: Теревинф, 2013.— 1088 с.— Библиогр. 100 назв.— ISBN 978-5-4212-0160-1.
- Книга Иисуса Навина: возвращение Израиля и спасение Ханаана / Д. В. Щедровицкий. — Предвар. изд. — М.: Теревинф, 2012. — 250 с. — (Введение в Ветхий Завет). — ISBN 978-5-4212-0124-3.
- Пророчества Книги Даниила. Духовный взгляд на прошлое и будущее человечества / Д. В. Щедровицкий. — 5-е изд. (эл.). — М. : Теревинф, 2012. — 278 с. — ISBN 978-5-4212-0102-1.
- Беседы о Книге Иова. Почему страдает праведник? .— 4-е изд. (эл.).— М.: Теревинф, 2012.— 235 с.— ISBN 978-5-4212-0103-8.
- Сияющий Коран. Взгляд библеиста / Д. В. Щедровицкий.— Изд. 2-е.— М.: Оклик, 2010.— 311 с.— ISBN 978-5-91349-013-1.

Составление, комментирование, переводы
- «И сказал Господь Моисею…» / Сост., вступ. статья и коммент. Д. В. Щедровицкого. 2-е изд. — М.: Издательский Дом Шалвы Амонашвили, 2002. — 224 с. — ISBN 5-89147-014-4.
- Руми и суфийская традиция / Сост. и вступ. статья Г. В. Милославского, коммент. Д. В. Щедровицкого. — М.: Издательский Дом Шалвы Амонашвили, 2000. — ISBN 5-89147-029-2.
- Сковорода / Сост., вступ. статья и коммент. Д. В. Щедровицкого. — М.: Издательский Дом Шалвы Амонашвили, 2002. — ISBN 5-89147-037-3.
- Библейская энциклопедия Брокгауза. Более 6000 ключевых слов к личностям, истории, археологии и географии Библии / Фриц Ринекер, Герхард Майер; пер. с нем. В. М. Ивановой, А. А. Карельского, Д. В. Щедровицкого. — Кременчуг: Християтска зоря, 1999. — 1088 с.

### Поэзия
Авторские произведения
- Стихотворения и поэмы. — М.: Время, 2012. — 480 с. — ISBN 978-5-9691-0793-9.
- Мой дом — Бесконечность : Стихотворения и поэмы / Предисл. П. Горелова. — М.: Молодая гвардия. — 495 с. — ISBN 5-235-02755-8.
- Из восьми книг / Предисл. М. В. Панова. — М.: Теревинф; А и Б, 1996. — 232 с. — ISBN 5-88707-004-8.

Переводы
- Колесо Фортуны. Из европейской поэзии XVII века: Сборник. — М.: Моск. рабочий, 1989. — 638 с. — ISBN 5-239-00382-3.
- Поэзия Европы: В трёх томах. — М.: Художественная литература, 1977.
- Английская лирика первой половины XVII века. — М.: Изд-во МГУ, 1989. — ISBN 5-211-00181-8.
- Английский сонет XVI—XIX веков. — М.: Радуга, 1990. — ISBN 5-05-002424-2.
- Английский сонет XVI—XIX века. — СПб.: Анима, 2001. — ISBN 5-94320-006-1.
- Шекспир У. Сонеты: Антология современных переводов. Пер. с англ. — СПб.: Азбука-классика, 2007. — 384 с. — ISBN 978-5-352-02176-7.
- Уильям Шекспир. Библиографический указатель русских переводов и критической литературы на русском языке (1976—1987). — М.: Всесоюзная библиотека иностранной литературы, 1989.
- Донн Дж. Стихотворения и поэмы. — М.: Наука, 2009. — 568 с. — ISBN 978-5-02-036227-7.
- Гейне Г. Собрание сочинений. Т. 1. — М.: Художественная литература, 1980.
- Гейне Г. Стихотворения. — М.: Художественная литература, 1985.
- Хух Р. Жизнь графа Федериго Конфалоньери. — Л.: Художественная литература, 1977.
- Гяда С. Ущербная Луна — осенняя богиня. — Вильнюс: Вага, 1986.
- Майронис. Голоса весны: Стихотворения. Пер. с литовск. — Вильнюс, 1987.
- Дорога превращений: суфийские притчи / Джалаладдин Руми; сост., пер. с фарси, религиоз.-филос. коммент. Дмитрия Щедровицкого; этико-психолог. коммент. Марка Хаткевича.— М.: Оклик, 2009.— 380 с.— ISBN 978-5-91349-008-7.

### Культурология и литературоведение[18]
- Мафусаил; Патриархи, праотцы; Ревекка, Ривка и др. // Мифы народов мира: Энциклопедия: в 2‑х т. / Гл. ред. С. А. Токарев. — М.: Сов. энциклопедия, 1987—1988.
- «Дождь ранний и поздний» (ритуал вызывания дождя в Библии и его аллегорическое осмысление на рубеже античности и средневековья) // Архаический ритуал в фольклорных раннелитературных памятниках.— М.: Наука, 1988.— С. 201—220.— (Исследования по фольклору и мифологии Востока).— ISBN 5-02-016671-5.
- Ключи от входа в Гюлистан // Дружба народов.— 1985.— № 10.— С. 243—251.

### Нетрадиционная медицина
- Нефеш-терапия. Библейская система исцеления / Д. В. Щедровицкий.— М.: Оклик, 2010.— 128 с.— ISBN 978-5-91349-011-7.